# 郑诠
鄭詮（?—?），荥阳郡开封县（今河南省开封市祥符区）人，出自荥阳郑氏北祖第三房，郑道邕的儿子，郑译、郑诚的弟弟，唐朝官员。
郑诠在唐朝官至蜀郡（今四川省成都市）太守、封许昌县伯。娶南梁武陵王蕭紀的女儿萧氏。郑诠之子郑元叡，官至秘书郎、范阳县（今河北省涿州市）县令。郑元叡娶赵郡李氏，生郑弘劼（614年—661年）官至连州（今广东省连州市）司户参军。